# Национальный парк Анри Питтье
Национальный парк Анри Питтье — старейший национальный парк Венесуэлы, первоначально созданный под названием Rancho Grande указом президента Элеазора Лопеса. Парк переименован в честь известного швейцарского географа, ботаника и этнографа Анри Питтье, который с 1917 года занимался исследованием венесуэльской флоры и фауны, описал около 30000 видов растений, несколько лет работал над изучением видового разнообразии парка.
Национальный парк занимает площадь 107800 га и расположен на севере штата Арагуа и горной местности штата Карабобо, ближайшим парком является парк Сан-Эстебан. Является крупнейшим в горной системе Кордильера-де-ла-Коста. Парк можно разделить на две части: первую — горную, где обитают более 500 видов птиц, в том числе 22 эндемичных. В парке протекают 9 крупных рек, с большим разнообразием флоры и фауны. Вторая часть — прибрежная зона с бухтами, пляжами и большими курортами с большим туристическим потенциалом.
В дополнение к его экологическому значению, парк является важнейшим источником пресной воды для окружающих посёлков, а также на его землях выращивается один из лучших сортов какао в мире в деревне Chuao .

## История
Объявлен национальным парком 13 февраля 1937 года под названием Rancho Grande, президентом Елеазаром Лопесом Контрерас, стал первым национальным парком страны.
24 мая 1953 года переименован в честь выдающегося инженера, естествоиспытателя и ботаника швейцарского происхождения, основателя системы национальных парков Венесуэлы — Анри Питтье, который посвятил свою жизнь изучению тропических видов животных и растений.
Первоначально размер парка составлял 90000 га, затем в 1974 году правительство передало в распоряжение парка ещё 17800 га, в результате современная площадь парка составляет 107800 га.
Парк был создан для сохранения лесных экосистем, морской и устьевой среды обитания эндемичных, редких и исчезающих видов, а также прибрежных районов Кордильера-де-ла-Коста, для защиты биоразнообразия которым угрожали пожары, сельскохозяйственная деятельность.